# Ашот III Багратуні
Ашот III Сліпий (вірм. Աշոտ Գ Բագրատունի; бл. 690 —762) — 9-й гахерец ішхан (головуючий князь) Вірменії в 732—748 роках.

## Життєпис
Походив з впливового ішханського роду Багратуні. Син Васака. Після смерті стрийка Смбата VI намагався отримати титул гахерец ішхан, але вибір знаті впав на Артавазда Камсаракана. Намагався боротися з останнім, але без успіху.
732 року після смерті Артавазда був затверджений халіфом Гішамом в титулі гахерец ішханом, оскільки рід багратуні вважався більш відданим ніж провізантійський рід Камсараканів та рід Маміконянів. Проти цього повстали брати Григор і Давид Маміконяни, але швидко зазнали поразки. За цим придушив заколот синів Смбата VI Багратуні, які претендували на батьківське майно.
У 744 році після смерті халіфа Гішама почалася боротьба за його трон. Цим скористалися Маміконяни, що втекли з заслання, повернувшись до Вірменії. Сам Ашот III надав суттєву допомогу претенденту Марвану ібн Мухаммаду. Разом з цим намагався придушити маміконянське повстання.
745 року Ашот Багратуні на зборах знаті був позбавлений посади спарапета і гахерец ішхана. 746 року за допомоги арабських військ завдав поразки Маміконянам. Але 748 року через початок боротьби халіфа Марвана II з повстанням Аббасидів гахерец ішхан втратив арабську допомогу. Того ж року зазнав поразки, потрапивши у полон. За наказом Григора Маміконяна його було засліплено. Решту життя провів у власних володіннях, померши 762 року.

## Родина
- Смбат (д/н—775)
- Васак (д/н—772/775)